# Rede Ferroviária Federal

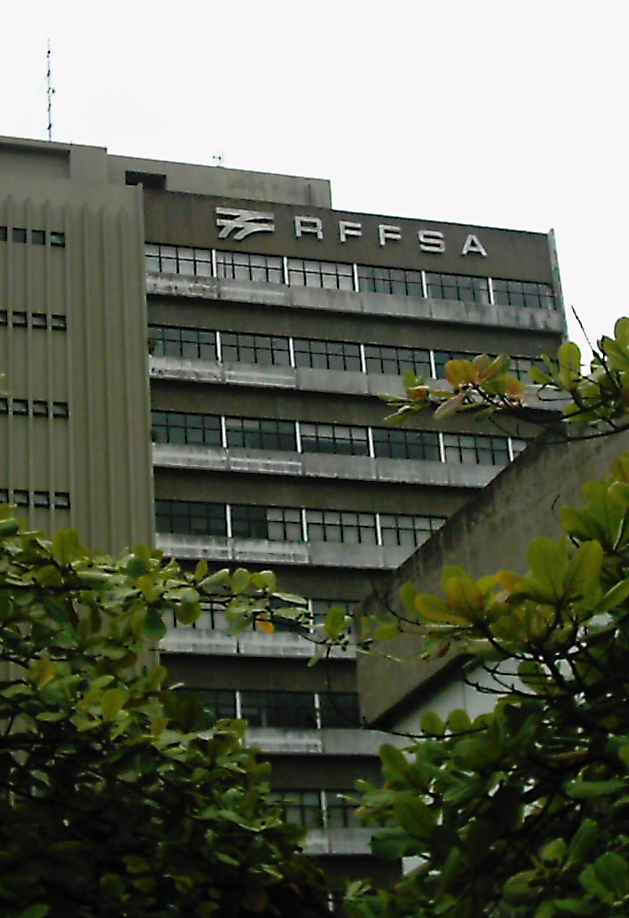
Ehemaliger Unternehmenssitz der RFFSA in Juiz de Fora, Minas Gerais.

Die Rede Ferroviária Federal Sociedade Anônima (RFFSA) war eine staatliche brasilianische Eisenbahngesellschaft. Sie bediente sowohl Personen- als auch Güterverkehr.

## Geschichte
Die Rede Ferroviária Federal Sociedade Anônima wurde 1957 aus 42 Einzelgesellschaften (die z. T. nur auf dem Papier existierten) gegründet. Die Gründung der RFFSA basiert auf dem brasilianischen Gesetz Nr. 3.115, Artikel 7. Dort wurden die Aufgaben der Gesellschaft festgelegt und mit Gesetz Nr. 6.171 von 1974 noch einmal aktualisiert.
Ziel der Gründung war, den Eisenbahnverkehr in Brasilien zu fördern und ein übergreifendes Streckennetz in allen fünf Regionen Brasiliens zu schaffen. Dieses Ziel wurde nicht erreicht, da nur vier der fünf Regionen bedient wurden. Beispielsweise wurde die Ferrovia Paulista SA (FEPASA) im Bundesstaat São Paulo erst 1998 in die RFFSA integriert – zu einem Zeitpunkt, als die Privatisierung der RFFSA bereits in vollem Gange war.
In den 80er und 90er Jahren wurde der Investitionsbedarf in die brasilianische Staatsbahn nicht gedeckt, so dass Mitte der Neunziger ein erheblicher Investitionsstau vorhanden war. Dies war ein Grund zur Privatisierung der RFFSA.
Zwischen 1996 und 1998 wurden über 22.000 km Bahnlinie (73 % der gesamten staatlichen Bahnstrecke Brasiliens) privatisiert. Die privaten Käufer unterzeichneten mit dem Kauf eine Konzession zum Betrieb des Eisenbahnsystems mit einer Laufzeit von 30 Jahren. Mit der Privatisierung war eine Investition von 2,1 Milliarden US-Dollar beabsichtigt, um die Bahn zu modernisieren und zu erweitern. Nach dieser Privatisierungsphase wurde die RFFSA beginnend mit dem Beschluss der Anteilseigner vom 17. Dezember 1999 liquidiert. Am 31. Mai 2007 war dieser Prozess abgeschlossen und mit dem Gesetz Nr. 11.485 festgeschrieben.

## Angeschlossene Eisenbahngesellschaften
Die folgenden Eisenbahngesellschaften bildeten die Rede Ferroviária Federal Sociedade Anônima:
- Estrada de Ferro Madeira-Mamoré
- Estrada de Ferro de Bragança
- Estrada de Ferro São Luís-Teresina
- Estrada de Ferro Central do Piauí
- Rede de Viação Cearense
- Estrada de Ferro Mossoró-Sousa
- Estrada de Ferro Sampaio Correia
- Rede Ferroviária do Nordeste
- Viação Férrea Federal do Leste Brasileiro
- Estrada de Ferro Bahia-Minas
- Estrada de Ferro Leopoldina
- Estrada de Ferro Central do Brasil
- Rede Mineira de Viação
- Estrada de Ferro de Goiás
- Estrada de Ferro Santos a Jundiaí
- Estrada de Ferro Noroeste do Brasil
- Rede de Viação Paraná-Santa Catarina
- Estrada de Ferro Dona Teresa Cristina

Im Jahre 1998 wurde schließlich noch die Ferrovia Paulista SA (FEPASA) übernommen.